# 国际半导体技术路线图
國際半導體技術路線圖（International Technology Roadmap for Semiconductors，縮寫為 ITRS），是由世界上五個主要的半導體製造國家的相關協會所資助的組織，包括台灣、韓國、日本、美國和歐洲的半導體行業協會。 許多半導體產業專家組成工作小組每年進行數次討論，並提出一些報告與文檔，以期積體電路與其應用的相關產業能更有成本效益的健全發展。 
該路線圖文件含有免責聲明：「ITRS的設計僅用於技術評估，並不考慮與單個產品或設備有關的任何商業應用」。
這些文件代表了以下技術領域對未來約15年的研究方向和時間表的最佳意見：
- 系統驅動程式/設計
- 測試設備
- 前段製程
- 流程集成，設備和結構
- 射頻和模擬/混合訊號技術
- 微機電系統 (MEMS)
- 光刻
- IC互連
- 工廠整合
- 組裝與包裝
- 環境，安全與健康
- 可製造性設計
- 計量學
- 建模和模擬
- 新興研究設備
- 新興研究資料

截至2017年，國際半導體技術發展路線圖（ITRS）不再更新。它的繼任者是国际设备和系统路线图（IRDS），從而全面地反應各種系統級新技術。
| 主節點 | 半節點 |
| ------ | ------ |
| 250 nm | 220 nm |
| 180 nm | 150 nm |
| 130 nm | 110 nm |
| 90 nm  | 80 nm  |
| 65 nm  | 55 nm  |
| 45 nm  | 40 nm  |
| 32 nm  | 28 nm  |
| 22 nm  | 20 nm  |
| 14 nm  | 16 nm  |
| 10 nm  | 11 nm  |

## 歷史
製造積體電路或任何半導體元件都需要一系列操作-光刻、蝕刻、CVD等。隨著行業的發展，每一個步驟通常都是由各個公司製造的專用機器執行的。这种专业化在某种程度上可能会阻碍行业进步，因为在许多情况下，如果其他所需步骤未能同时到位，一家公司推出新产品也无济于事。技术路线图可以通过提供何时需要某种能力的预期来帮助解决这一问题。然后每个供应商可以以该日期为目标，完成自己环节的工作。
隨著生產製造工具逐漸外包專用設備供應商，出現了明確的路線圖，以預測市場的發展來計劃和控制IC生產的技術需求。幾年來，半導體工業協會（SIA）將此協調職責賦予了美國，這導致了美國風格路線圖的製定，即國家半導體技術路線圖（NTRS）。

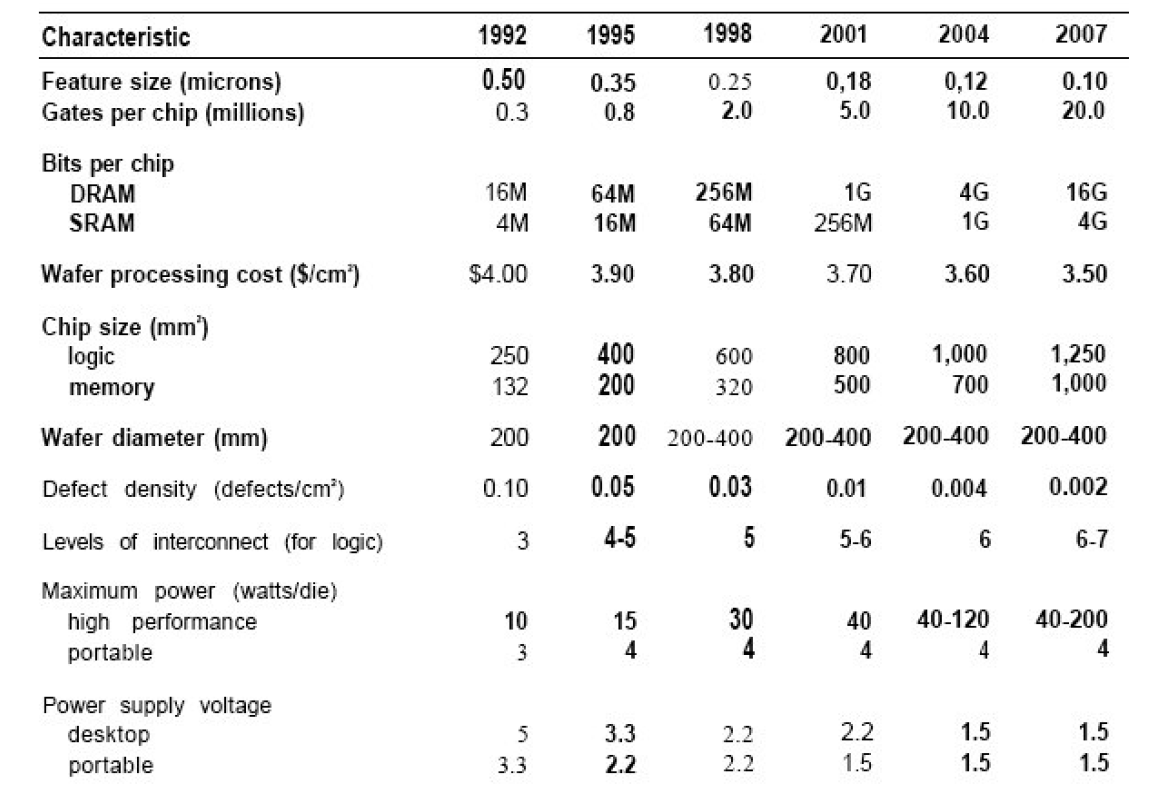
1993年SIA发布的第一份半导体路线图。

1998年，SIA通过创建首个全球性路线图——国际半导体技术路线图（ITRS），与欧洲、日本、韩国和台湾的同行走得更近。截至2003版，该国际组织共有936家公司参与ITRS各工作组。 该组织被划分为技术工作组（TWG），最终增至17个，每组聚焦技术及相关供应链的关键要素。传统上，ITRS路线图在偶数年更新，在奇数年进行全面修订。
路线图最后一次修订于2013年。2013年表格的缩放结果的方法论和物理基础详见“基于预测全带区原子建模的晶体管路线图预测”，该文涵盖至2028年的双栅MOSFET。
随着普遍认为摩尔定律已走向终结，ITRS于2016年发布最终路线图，IEEE通过其IEEE Rebooting Computing倡议发起了更通用的路线图计划，命名为国际设备和系统路线图（IRDS）。

## ITRS 2.0
2014年4月，ITRS委员会宣布将重组路线图，以更好地满足行业需求。计划将所有17个技术工作组的内容映射到七个重点主题：
- 系统集成：设计聚焦，研究架构及异构模块的集成。
- 外部系统互联性：关注無線通訊技术的工作原理及解决方案选择。
- 异构集成：重点研究将独立制造的技术集成到新单元，使其整体性能优于各组件，同时可包含相机和麦克风等。
- 异构组件：聚焦构成异构系统的不同器件，如微机电系统、发电和传感设备。
- 超越CMOS（英语：Beyond CMOS）：关注非互补金属氧化物半导体的电子器件，如自旋电子学、忆阻器等。
- More Moore：因仍有发展空间，该组致力于继续缩小CMOS工艺尺寸。
- 工厂集成：关注生产上述异构集成所需的新工具和流程。

各主题章节于2015年发布。

## 另見
- 技術路線
- 摩爾定律
- 半導體製程
- 準分子雷射